# Évhémérisme

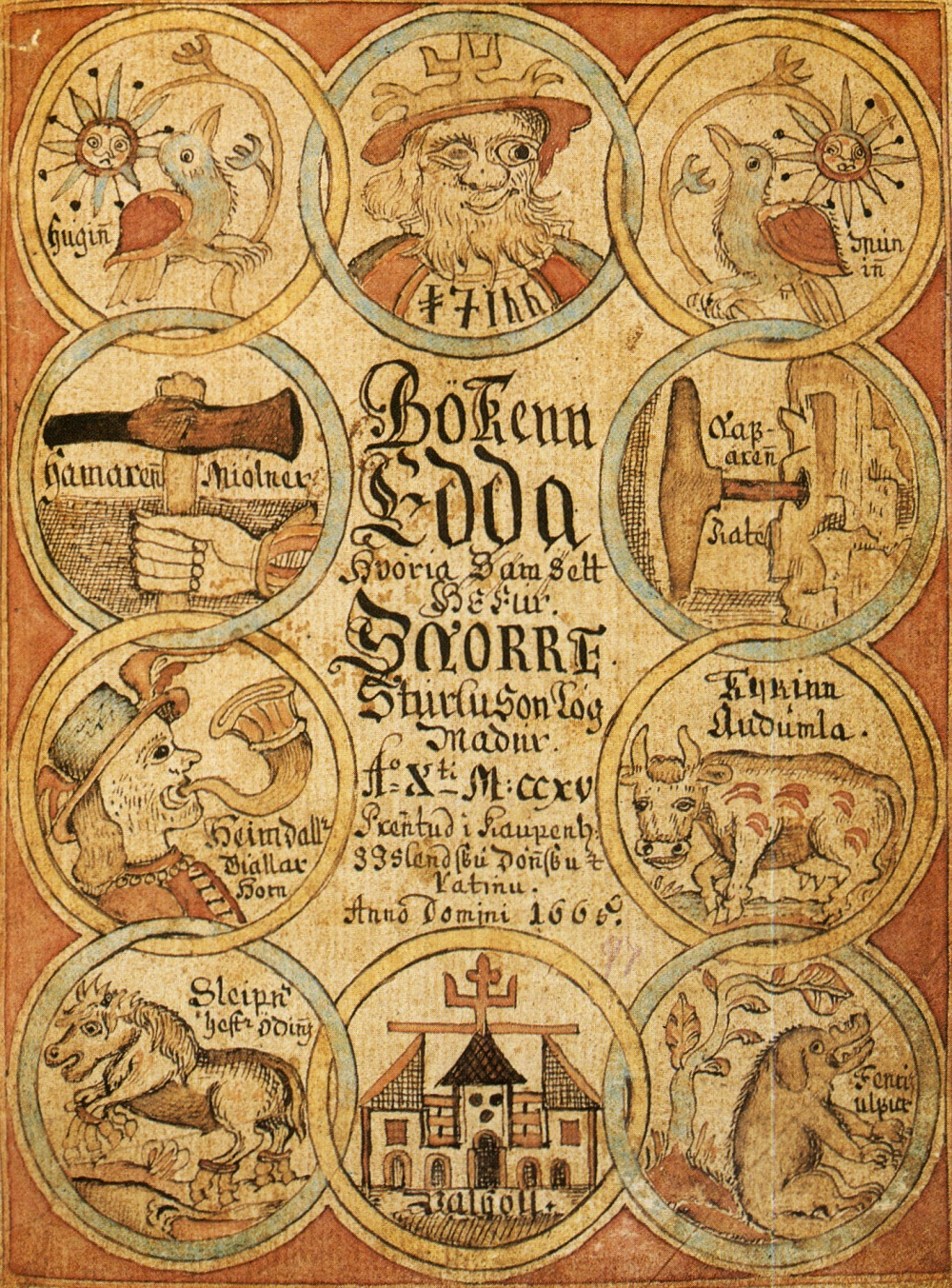
Le Prologue de l'Edda de Snorri présente les dieux d'une façon évhémériste.

L'évhémérisme est une théorie selon laquelle les dieux seraient des personnages réels, divinisés et sacralisés après leur mort, leur légende étant embellie jusqu'à devenir une sorte de symbolisme absolu et universel. Elle tire son nom du mythographe grec Évhémère.

## Principes
Ce courant de pensée déclare que les personnages mythologiques étaient des êtres humains concrets, dont les peuples auraient divinisé le souvenir par admiration ou par crainte. Une telle théorie tomba à point nommé pour satisfaire les esprits cultivés de l'Antiquité, qui ne pouvaient plus prendre les mythes pour argent comptant. L'évhémérisme a été employé, aux débuts de l'ère chrétienne, comme une arme contre le paganisme et le polythéisme. Toutefois, le Moyen Âge se servit de ces théories, dans le cadre de l'étude, pour préserver les mythes païens dans leur dimension métaphorique en leur ôtant toute dimension surnaturelle.
L'évhémérisme s'inscrit donc dans la tradition médiévale d'interprétation des textes antiques. Celle-ci voyait, dans les mythes de la poésie d'Ovide et de Virgile, un sens métaphorique caché révélant des préceptes chrétiens. Ce vaste projet de « rationalisation » des mythes a permis, entre autres, de conserver d'importants textes antiques qui, sans cela, auraient été détruits : la lecture des anciens poètes païens était condamnée car elle entrait en contradiction avec le message biblique et était vue comme immorale – unions de Zeus, etc.

## Postérité
Ce processus est sans doute à l’œuvre dans bon nombre de légendes de rois fondateurs des cités antiques, tels Gilgamesh, Pélops ou Romulus et Rémus. Il fut même activement détourné par la propagande des pharaons, désireux d'apporter un lustre divin au moindre de leurs gestes. Ainsi, sur les monuments commémorant leurs victoires militaires, les pharaons étaient régulièrement représentés massacrant, seuls et à mains nues, des armées entières. 
Au IVe siècle avant notre ère, Paléphatos dans ses Histoires incroyables cherche à expliquer certains mythes grecs ; ainsi, il pense que les Centaures n'étaient que de redoutables cavaliers.
Aux XIIe et XIIIe siècle, le mythographe chrétien islandais Snorri Sturluson rédigea dans ce sens son Edda de Snorri, qui présente les divinités nordiques comme des personnages historiques dont la légende aurait été embellie par la tradition païenne. 
Dans la Généalogie de la morale, le philologue et philosophe Friedrich Nietzsche affirme que les peuples honorent toujours plus leurs ancêtres fondateurs à mesure que leur puissance croît, car ils se sentiraient redevables envers eux. Selon Nietzsche, un peuple au sommet de sa puissance, pour honorer sa dette envers ses ancêtres, aurait tendance à les diviniser. Cela serait l'origine des dieux et des religions.  
Salomon Reinach a qualifié la Vie de Jésus d'Ernest Renan (écrivain positiviste) d'« évhémérisme naïf ».
Le sociologue français Jean-Bruno Renard a qualifié en 1980 la théorie des anciens astronautes de « néo-évhémérisme ».